# Getas

Territorio asociado históricamente con el pueblo geta, en rojo, en la desembocadura del río Danubio.

Getas (del griego Γέται, singular Γέτης, en latín Getae y Gete respectivamente) era el nombre por el cual los escritores antiguos se referían a la tribu del territoiro de Tracia que vivía junto al Danubio, sobre todo al sur del río en la actual Bulgaria septentrional, y en la llanura Munteniana y en Dobruya, Muntenia y Dobruya (Dobrogea) —dos provincias históricas de Rumania—.
Hay controversia entre los historiadores referente a la naturaleza de las relaciones de los getas con los dacios. El erudito rumano Lucian Boia argumenta que los escritores antiguos distinguían entre los dos pueblos, tratándolos como grupos distintos de tracios, aun cuando Marco Juniano Justino dijo que los Estados de los dacios provenían de los getas. La historiografía rumana acuñó la expresión «geto-dacios» para sugerir la existencia de un único grupo. Un elemento que sustenta esta teoría se funda en Estrabón, quien escribió en su Geografía que los dos pueblos hablaban el mismo idioma, ante lo cual Boia argumenta que sería ingenuo suponer que Estrabón conocía tan bien los dialectos tracios.
Según Heródoto (iv, 93), los getas eran «los tracios más valerosos y más justos de las tribus tracias». Cuando los persas, conducidos por Darío el Grande, emprendieron la campaña contra los pueblos escitas, las tribus tracias de los Balcanes se rindieron a Darío sin presentar batalla. Los que se rindieron eran los tracios escirmíadas que vivían en Salmideso y los tracios nipseos establecidos al norte de Apolonia y Mesembria. Únicamente los getas ofrecieron resistencia y fueron reducidos enseguida.
Aunque se pensó en los getas como un pueblo guerrero, eran también capaces de mostrar diplomacia. Cuando el rey Lisímaco de Tracia intentó conquistar a los getas que vivían al norte del Danubio, fue derrotado:
- En el 299 a. C. Lisímaco cruza el Danubio en su primera campaña contra los getas.
- En el 294 a. C. Lisímaco cruza el Danubio por segunda vez para combatir a los getas.
- En el 293 a. C. Lisímaco derrotado y capturado por los getas.
- En el 292 a. C. Lisímaco derrotado y capturado por los getas.

El rey geta Dromiquetes lo tomó prisionero y lo trató bien. Dromiquetes convenció a Lisímaco que era mucho mejor tener a los getas como aliados que como enemigos y lo liberó.
Los dos dioses principales de los getas, eran Zalmoxis y Gebeleicis. 
Heródoto cuenta en el Libro IV: 

...los getas se creen inmortales... a la hora de morir van a reunirse con Zalmoxis (algunos lo denomina Gebeleicis). Cada cuatro años envían a un mensajero elegido por sorteo, a entrevistarse con Zalmoxis... los encargados de enviarlo sostienen tres venablos, mientras que otros lo cogen de las manos y de los pies, y tras balancearlo en el aire, lo echan sobre los venablos. Si como es lógico, muere al ser atravesado, consideran que la divinidad les es propicia. Pero si no muere lo insultan y tildan de ser un malvado.... Cada vez que truena o relampaguea disparan flechas al aire, airados con el cielo, al tiempo que amenazan al dios.

Fueron sometidos por Darío I durante la campaña que hizo contra Escitia.
Plinio el Viejo en su Naturalis Historia menciona a una tribu llamada tiragetas, al parecer una tribu daco-tracia que moraba en el río Tira (el actual Dniéster). El etnónimo resulta de combinar Tira y Getas.
Al final del siglo IV, Claudiano, el poeta cortesano del emperador Honorio y el patricio Estilicón, habitualmente usaban el etnónimo getas para referirse poéticamente a los visigodos.